# Dicrurus caerulescens
Il drongo ventrebianco (Dicrurus caerulescens (Linnaeus, 1758)) è un uccello passeriforme appartenente alla famiglia Dicruridae.

## Etimologia
Il nome scientifico della specie, caerulescens, deriva da latino e significa "tendente al ceruleo", in riferimento alla colorazione di questi uccelli.

## Descrizione

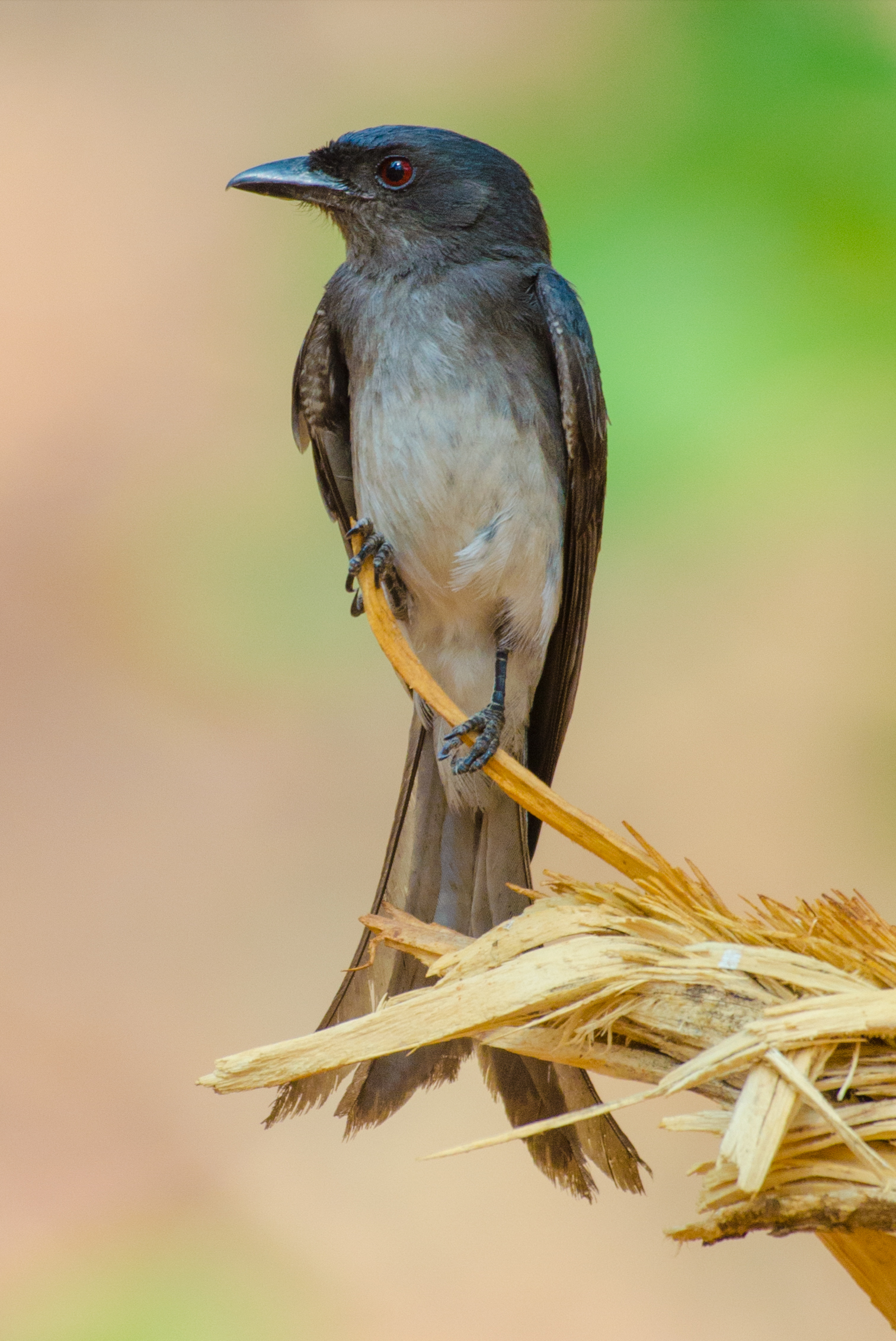
Esemplare in natura.

### Dimensioni
Misura 24 cm di lunghezza, per 39-41 g di peso.

### Aspetto
Si tratta di uccelli dall'aspetto robusto e slanciato, muniti di grossa testa di forma arrotondata, becco conico e robusto di media lunghezza e dall'estremità adunca, zampe corte, lunghe ali digitate e coda lunga e dalla metà distale profondamente forcuta, con le due punte lievemente incurvate verso l'esterno.
Il piumaggio si presenta di colore grigio-azzurro (come intuibile dal nome scientifico) su fronte, vertice, nuca, dorso, ali e coda, con tendenza a sfumare nel bruno-nerastro su queste ultime due parti: anche l'area facciale fino alle tempie, le guance e l'area auricolare sfuma nel bruno, più scuro e quasi nero nelle sottospecie singalesi. Il petto è grigio-azzurro con sfumature bluastre o lavanda, mentre il ventre ed il sottocoda (caratteristica questa che frutta alla specie il nome comune) sono di colore bianco sporco: nelle sottospecie singalesi l'estensione del bianco ventrale è minore, tuttavia vi è una tendenza generale alla diminuzione di questa caratteristica in direttrice N-S.
I due sessi sono del tutto simili nella colorazione, con le femmine che presentano generalmente colorazione meno brillante e coda che a parità d'età è leggerissimamente più lunga in proporzione rispetto ai maschi.
Il becco e le zampe sono di colore nerastro: gli occhi sono invece di colore rosso carminio.

## Biologia

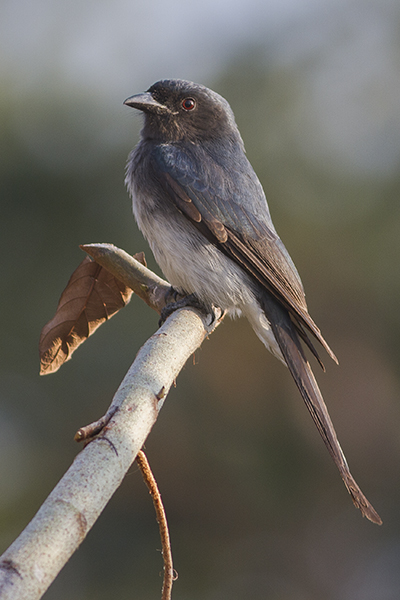
Esemplare nel distretto di Nainital.

Il drongo ventrebianco è un uccello dalle abitudini di vita essenzialmente diurne, che passa la maggior parte della giornata appollaiato su di un posatoio in evidenza, dal quale può osservare agevolmente i dintorni alla ricerca di eventuali prede (che vengono prontamente catturate) o di eventuali intrusi (che vengono inizialmente redarguiti vocalmente, ed in seguito attaccati). Questi uccelli vivono generalmente da soli o in coppie, ma è talvolta possibile osservarne piccoli gruppetti all'infuori della stagione riproduttiva: non di rado, ai dronghi si aggregano altre specie di uccelli insettivori che si cibano di preferenza al suolo, i quali sfruttano la territorialità di questi animali per potersi allontanare indisturbati in caso di approssimarsi di un predatore.
Come tutti i dronghi, anche il drongo ventrebianco è un uccello molto vocale che emette una grande varietà di richiami, molto musicali e che ricordano i cinguettii dei fringillidi o i gorgheggi dei turdidi: a questi si aggiungono anche altri versi fischiati, miagolanti o gracchiati. Questi uccelli sono inoltre ottimi imitatori, replicando i richiami di altri uccelli o i suoni che odono nell'ambiente circostante.

### Alimentazione
Si tratta di uccelli dalla dieta principalmente insettivora, composta per la maggior parte da grosse cavallette, grilli e lepidotteri, ma anche da termiti in sciamatura e più sporadicamente anche da piccoli vertebrati e da materiale di origine vegetale, come granaglie e nettare.
Il cibo viene ghermito al suolo o reperito fra i rami e le foglie di alberi e arbusti: i dronghi ventrebianco, inoltre, sono provetti volatori, che non hanno difficoltà a catturare il cibo in volo. Le prede troppo voluminose vengono tenute fra le zampe e fatte a pezzi col becco.

I dronghi ventre bianco sono inoltre soliti attardarsi nei pressi delle fonti d'illuminazione artificiale durante la notte, al fine di cibarsi degli insetti notturni da esse attratti.

### Riproduzione
Si tratta di uccelli monogami, la cui stagione riproduttiva va da febbraio alla fine di giugno.
I due sessi collaborano nelle varie fasi dell'evento riproduttivo, costruendo assieme il nido (una coppa sottile e fragile, anche se meno rispetto agli altri dronghi, composta di rametti e fibre vegetali ed edificata alla biforcazione della parte distale del ramo di un albero, a una decina di metri d'altezza), alternandosi nella cova (che dura circa 20 giorni) delle 2-4 uova, rosate con maculatura bruno-rossiccia più fitta sull'estremità ottusa, ed occupandosi congiuntamente dell'alimentazione dei nidiacei, i quali, ciechi ed implumi alla schiusa, s'involano a circa tre settimane di vita e si affrancano dai genitori in maniera definitiva circa un mese dopo.
Durante il periodo riproduttivo, i dronghi ventrebianco divengono ancora più aggressivi e territoriali del solit, aggredendo coraggiosamente qualsiasi intruso si avvicini eccessivamente al nido, anche in maniera inconsapevole, quali che siano la sua taglia o la sua effettiva aggressività.

## Distribuzione e habitat

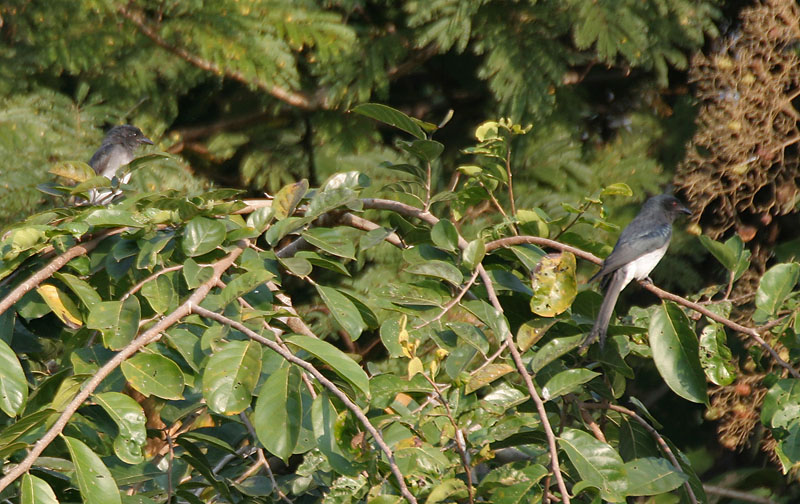
Coppia nel Telangana.

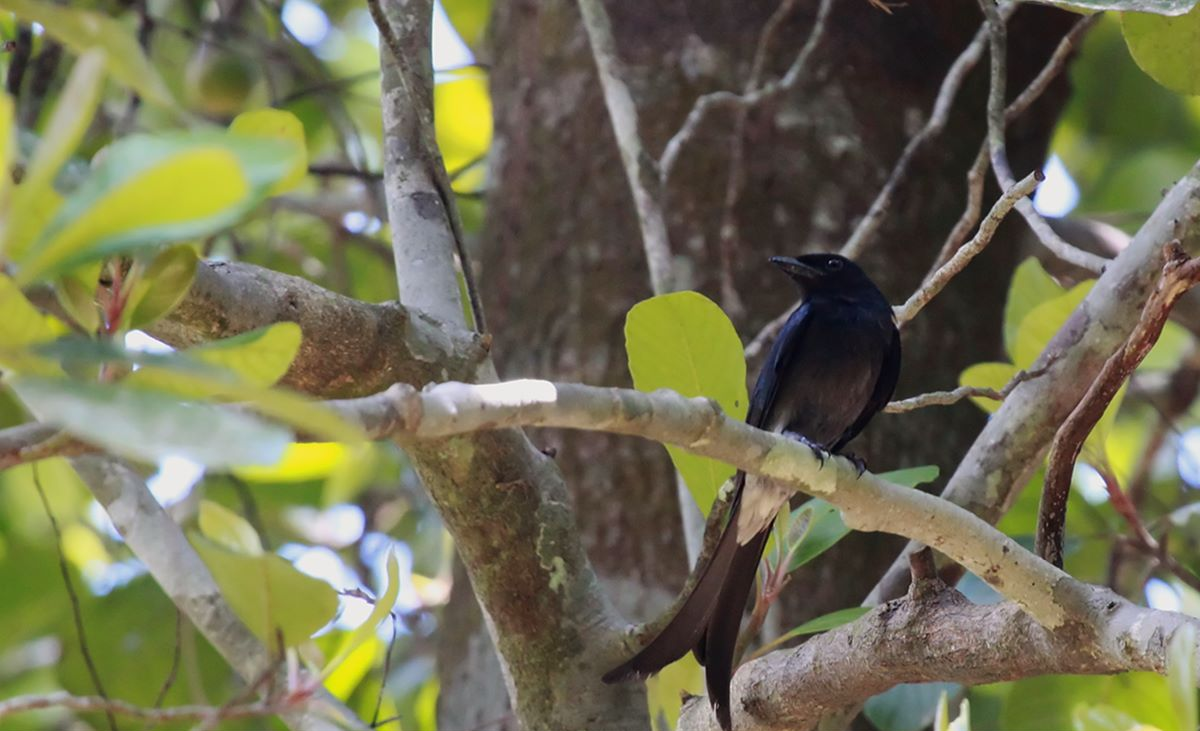
Esemplare in Sri Lanka.

Il drongo ventrebianco è diffuso in gran parte del subcontinente indiano, occupando un areale che va dal sud dell'Haryana al Gujarat occidentale (sebbene la specie sia assente dalle aree aride del Rajasthan orientale) ad est attraverso la penisola indiana e lo Sri Lanka all'estremità sud-orientale del Nepal, al Bengala occidentale e all'Orissa nord-orientale.
La specie è residente in tutto l'areale di distribuzione: le popolazioni del Kathiawar tendono a non essere riproduttive, spostandosi ad est per nidificare.
L'habitat di questi uccelli è rappresentato dai margini delle radure sul limitare delle aree boschive, laddove siano presenti spazi aperti: il drongo ventrebianco è piuttosto adattabile in termi di ambiente prediletto, colonizzando sia la foresta arida (habitat d'elezione della sottospecie insularis) che la foresta umida e spingendosi anche nelle aree coltivate e suburbane, dove è possibile osservarla ai bordi di strade e sentieri alberati.

## Tassonomia
Se ne riconoscono tre sottospecie:
- Dicrurus caerulescens caerulescens (Linnaeus, 1758) - la sottospecie nominale, diffusa nella maggior parte dell'areale occupato dalla specie;
- Dicrurus caerulescens insularis (Sharpe, 1877) - diffuso nella porzione settentrionale e orientale dello Sri Lanka;
- Dicrurus caerulescens leucopygialis Blyth, 1846 - diffusa nello Sri Lanka centro-meridionale;

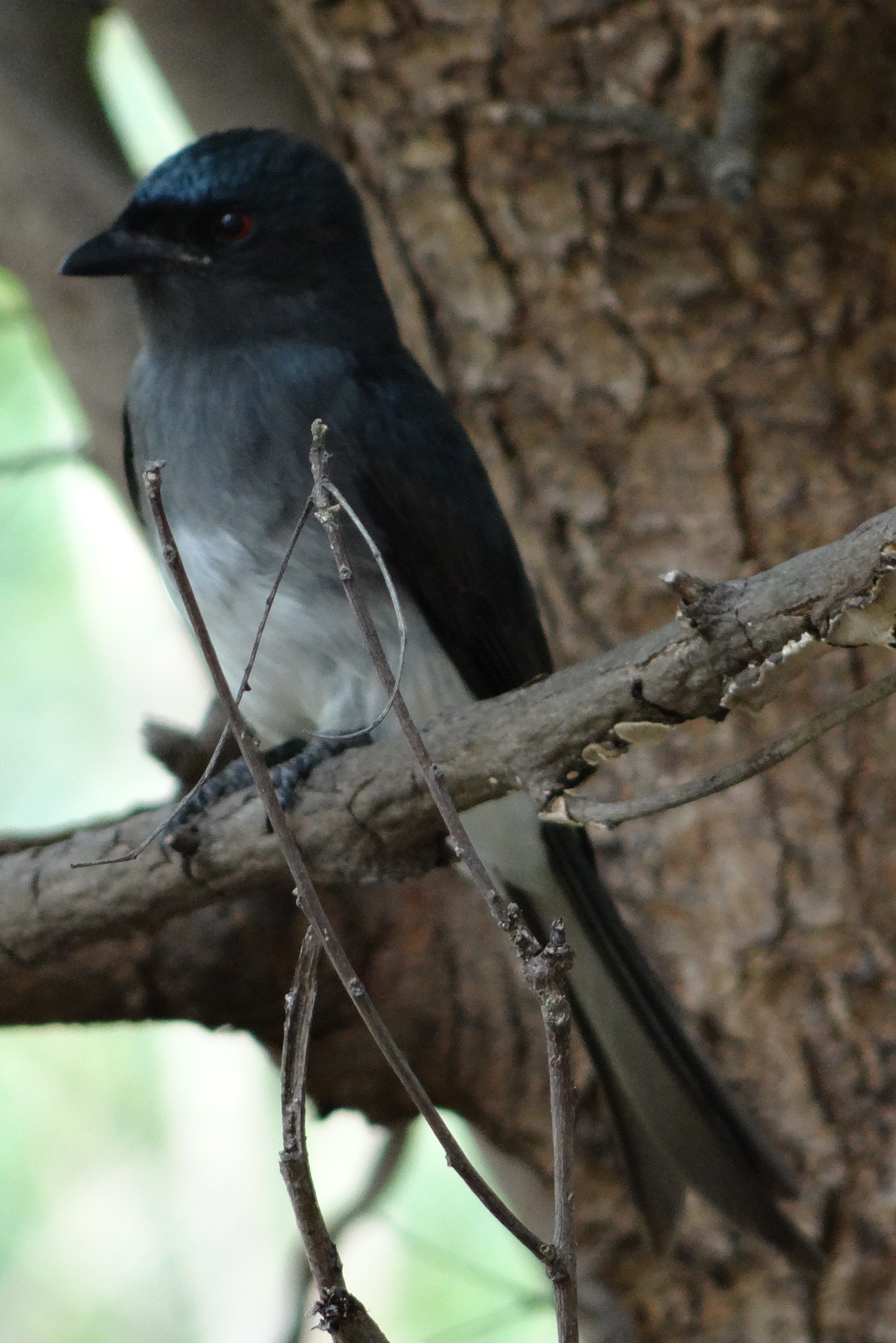
Esemplare della sottospecie nominale a Perundurai.
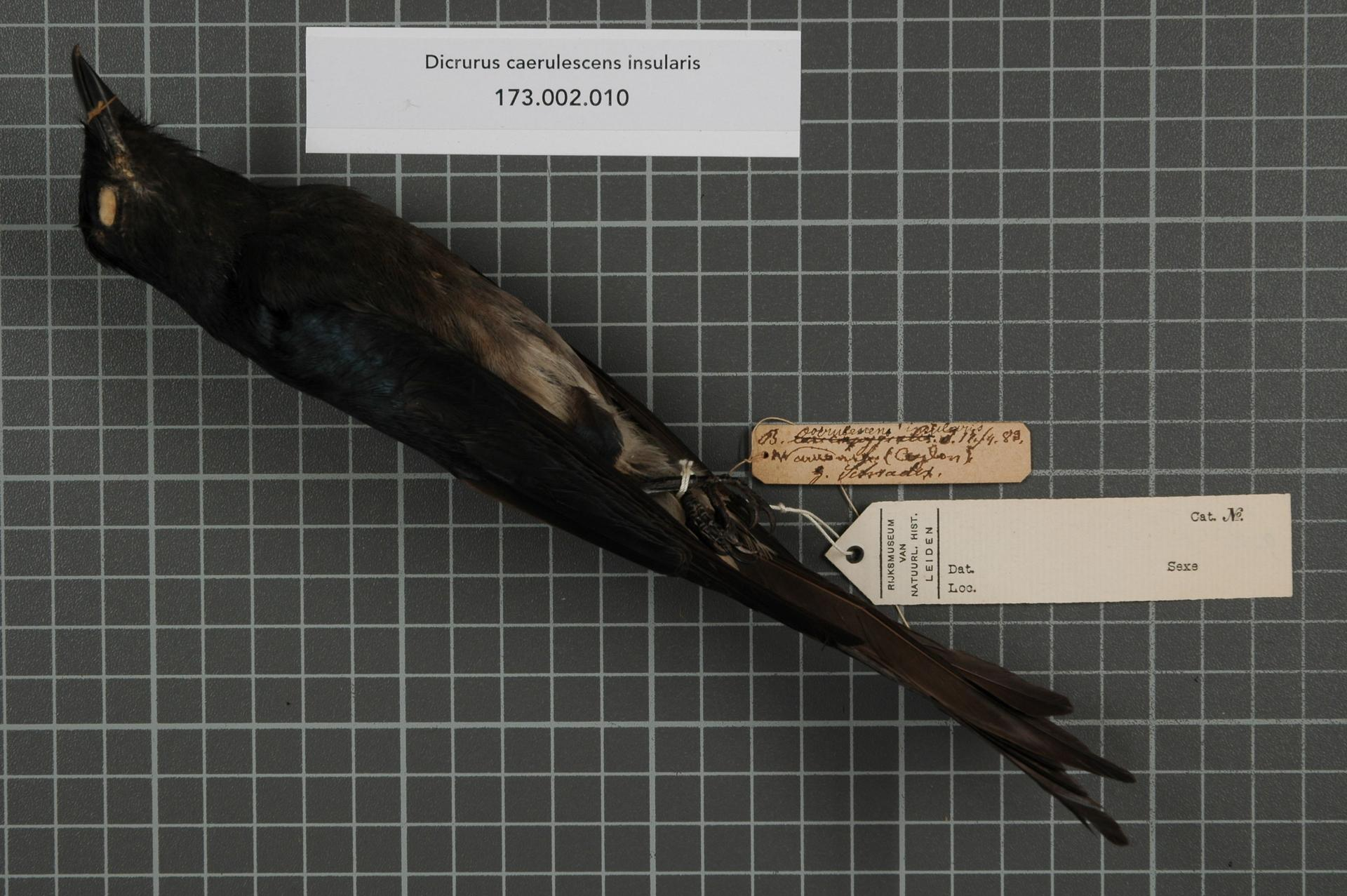
Esemplare impagliato della sottospecie insularis.
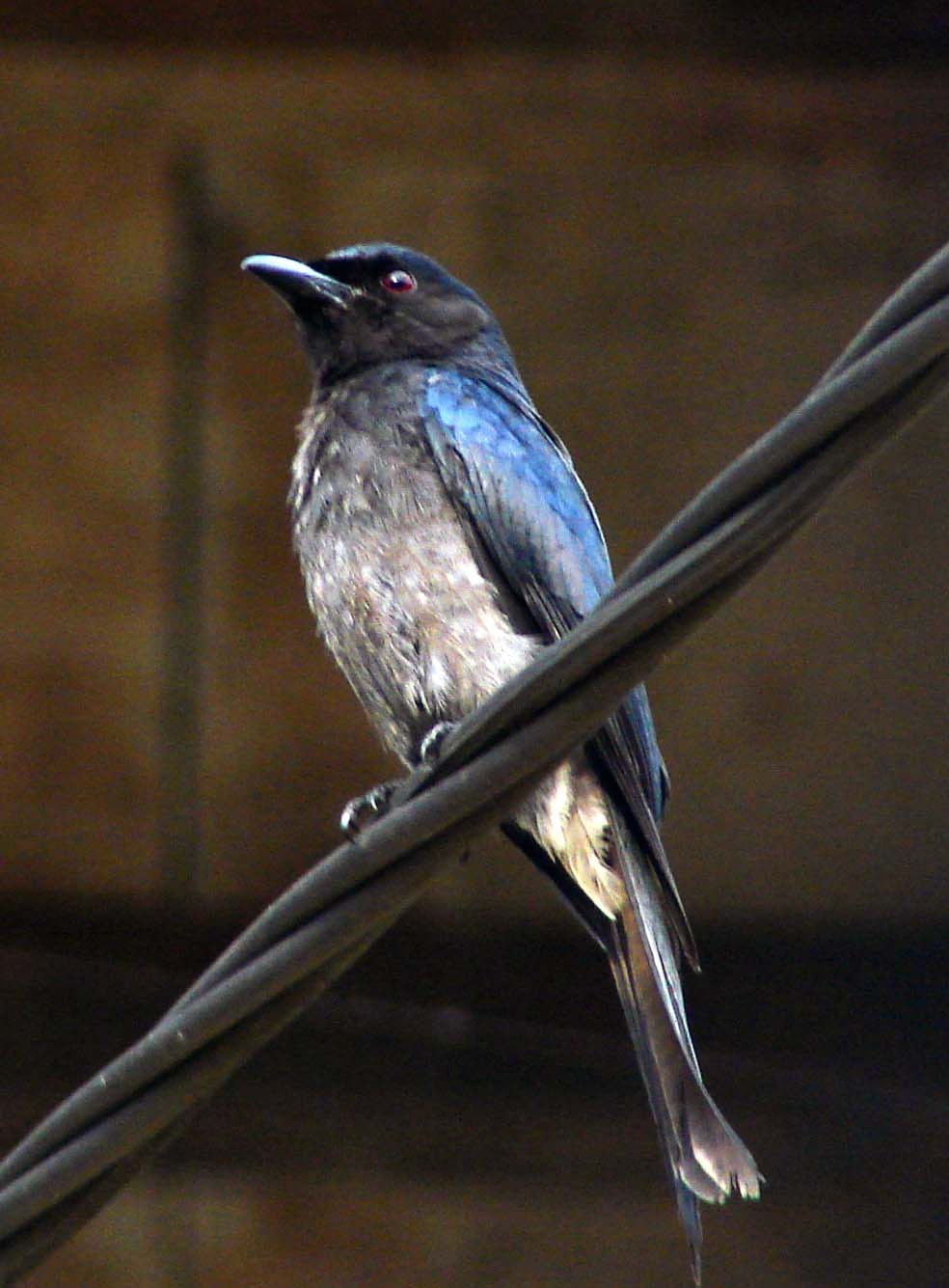
Esemplare della sottospecie leucopygialis nel distretto di Kalutara.

Nonostante il drongo cenerino sia stato tradizionalmente considerato affine al drongo cenerino, gli studi più recenti metterebbero in dubbio tale supposta affinità: la specie condivide il numero di cromosomi (68) col drongo nero.